# Namaqualand
Namaqualand (afrikaans: Namakwaland) ist eine Region in Südafrika und Namibia beiderseits des Unterlaufs des Oranje. Der südliche Teil, Little Namaqualand, entspricht in großen Teilen dem Distrikt Namakwa in der Provinz Northern Cape. Es ist zusammen mit dem nördlich liegenden, namibischen Great Namaqualand Hauptsiedlungsgebiet der Nama, einer der ersten im südlichen Afrika ansässigen, aus Zentralafrika zugewanderten Volksstämme. Ihr Siedlungsgebiet reicht im Norden bis in die Khomasregion und heißt dort Namaland.
Eine der Hauptattraktionen des Namaqualands ist die jährlich Ende August/Anfang September stattfindende Wüstenblüte: Entsprechende Temperaturen und Regen vorausgesetzt, entfaltet sich hier binnen weniger Tage aus dem scheinbar leblosen Wüstenboden eine millionenfache Blütenpracht, die – vor allem um die Stadt Springbok herum – weite Teile des Namaqualandes überzieht. Die Region trägt auch die Bezeichnung Sukkulentenkaroo.
In Namaqualand sind landwirtschaftliche Aktivitäten wegen der Trockenheit nur unter schwierigen Bedingungen zu bewerkstelligen. Nach 1920 wurden einige artesische Grundwasservorkommen bekannt. Manche dieser Wasserquellen sind wegen ihres Salzgehaltes ohne weitere Aufbereitung nicht nutzbar. Eine wichtige Trinkwasserquelle bietet der ergiebige Grundwasserleiter unter dem Trockenbett des Buffels River in dessen Mittellauf, der insgesamt nur im Winterhalbjahr wasserführend ist. Diese unterirdischen Wasservorräte konnten mittels einer Pumpe über eine 27 Kilometer lange Pipeline das einstige Kupferbergbaugebiet um Okiep und Nababeep versorgen. In diesem Talabschnitt konnte sich deswegen auch eine kleine Bewässerungsfeldwirtschaft entwickeln.

## Galerie

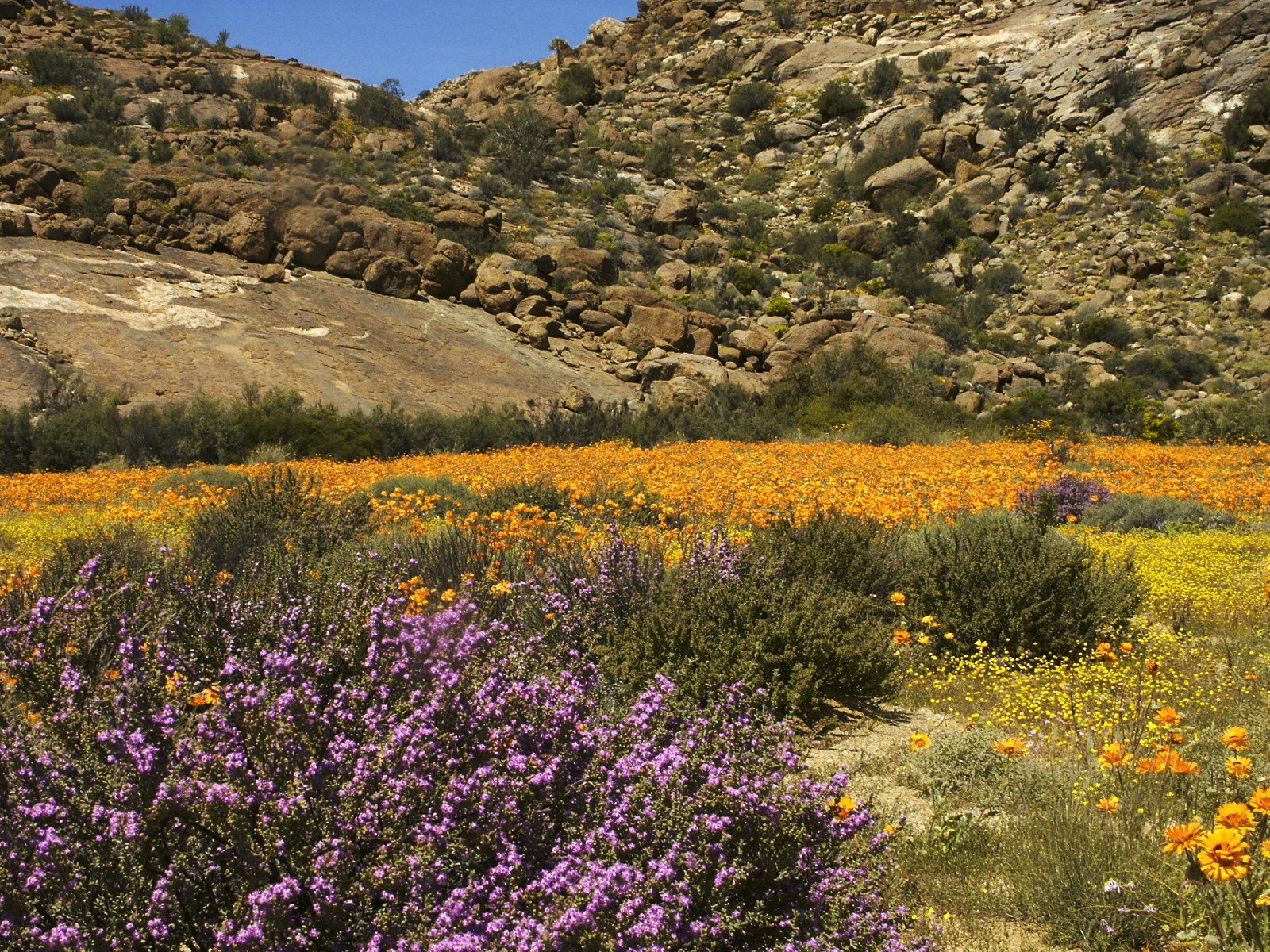
Wüstenblüte
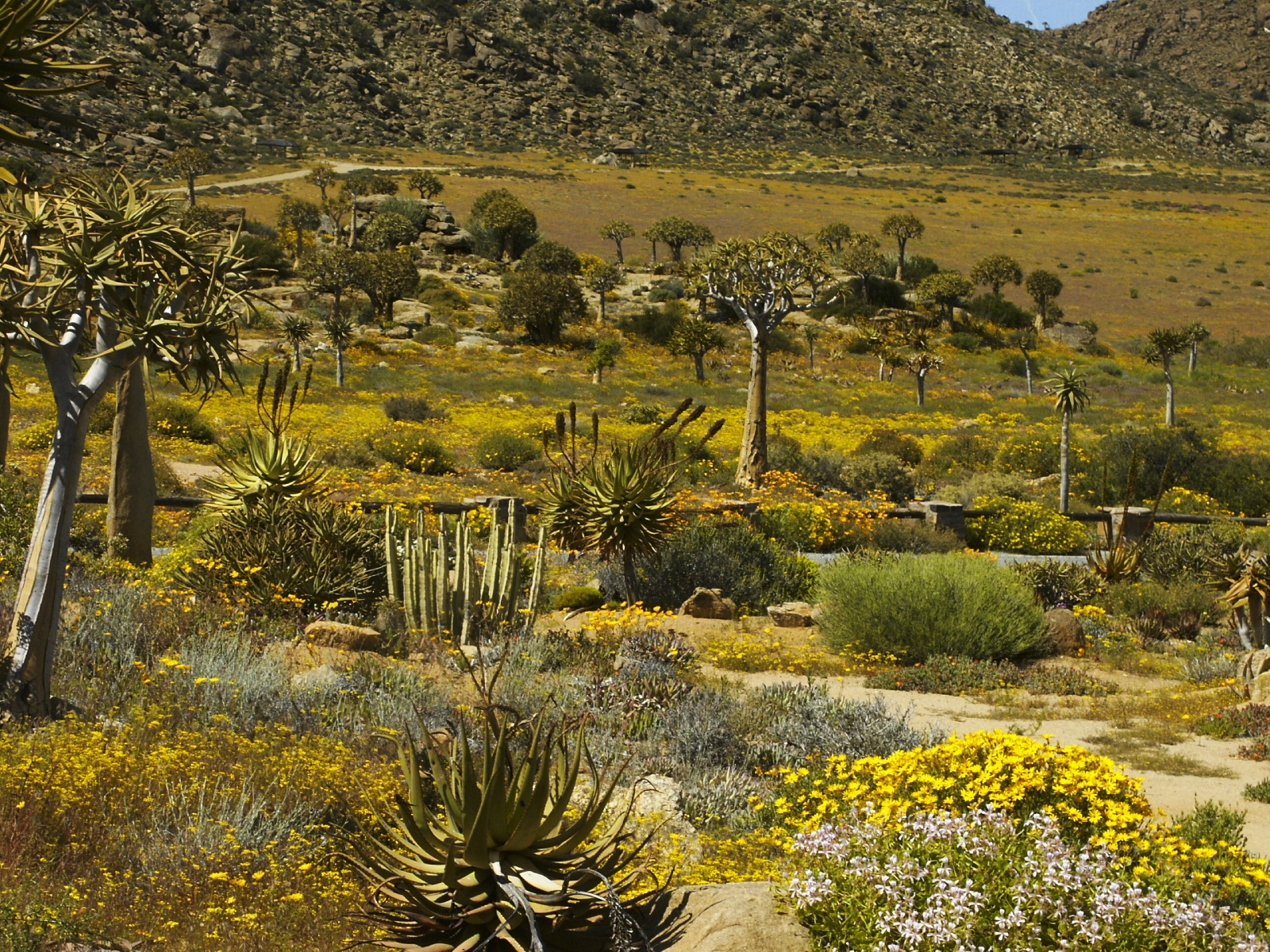
Goegap
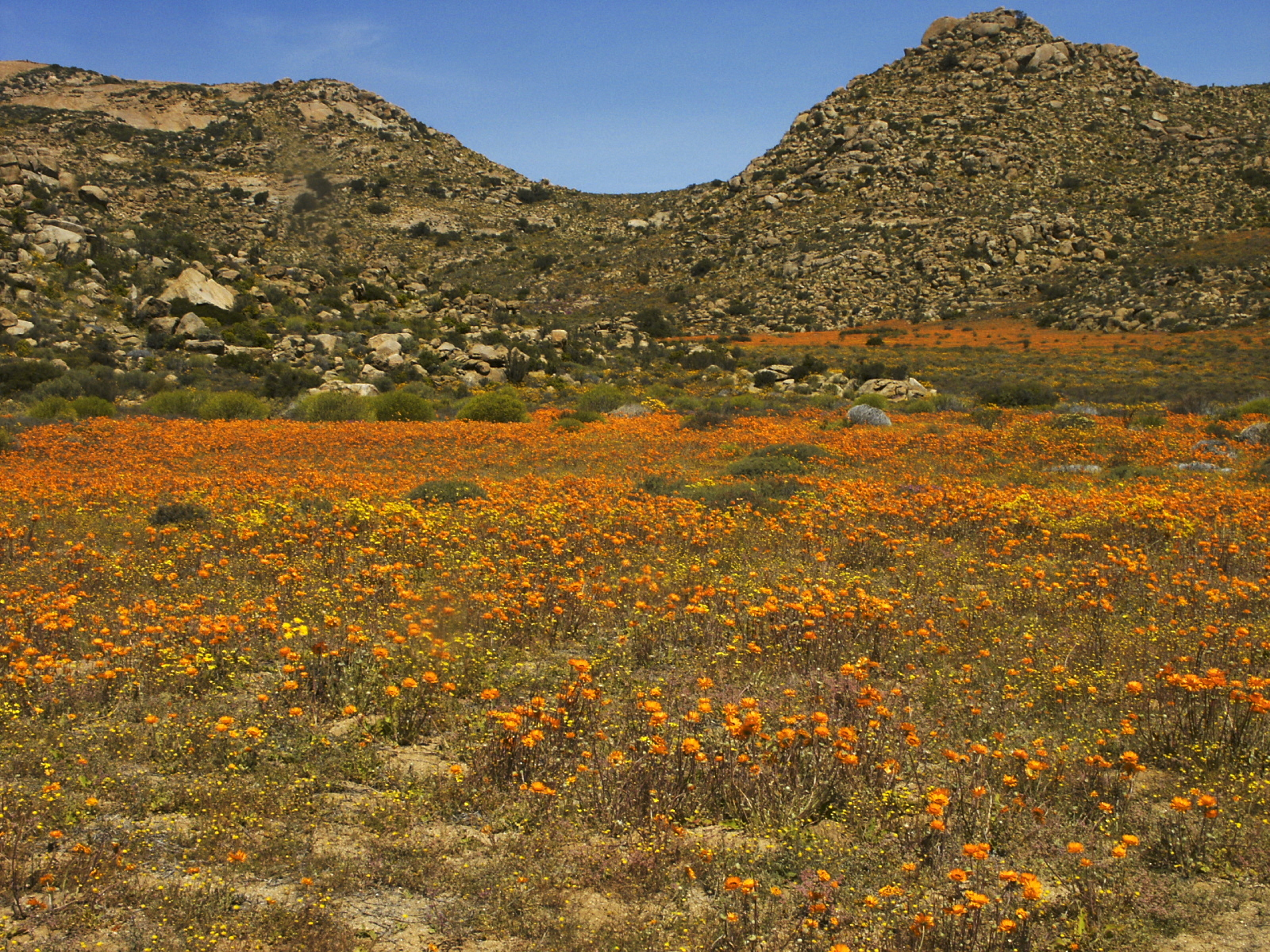
Wüstenblüte
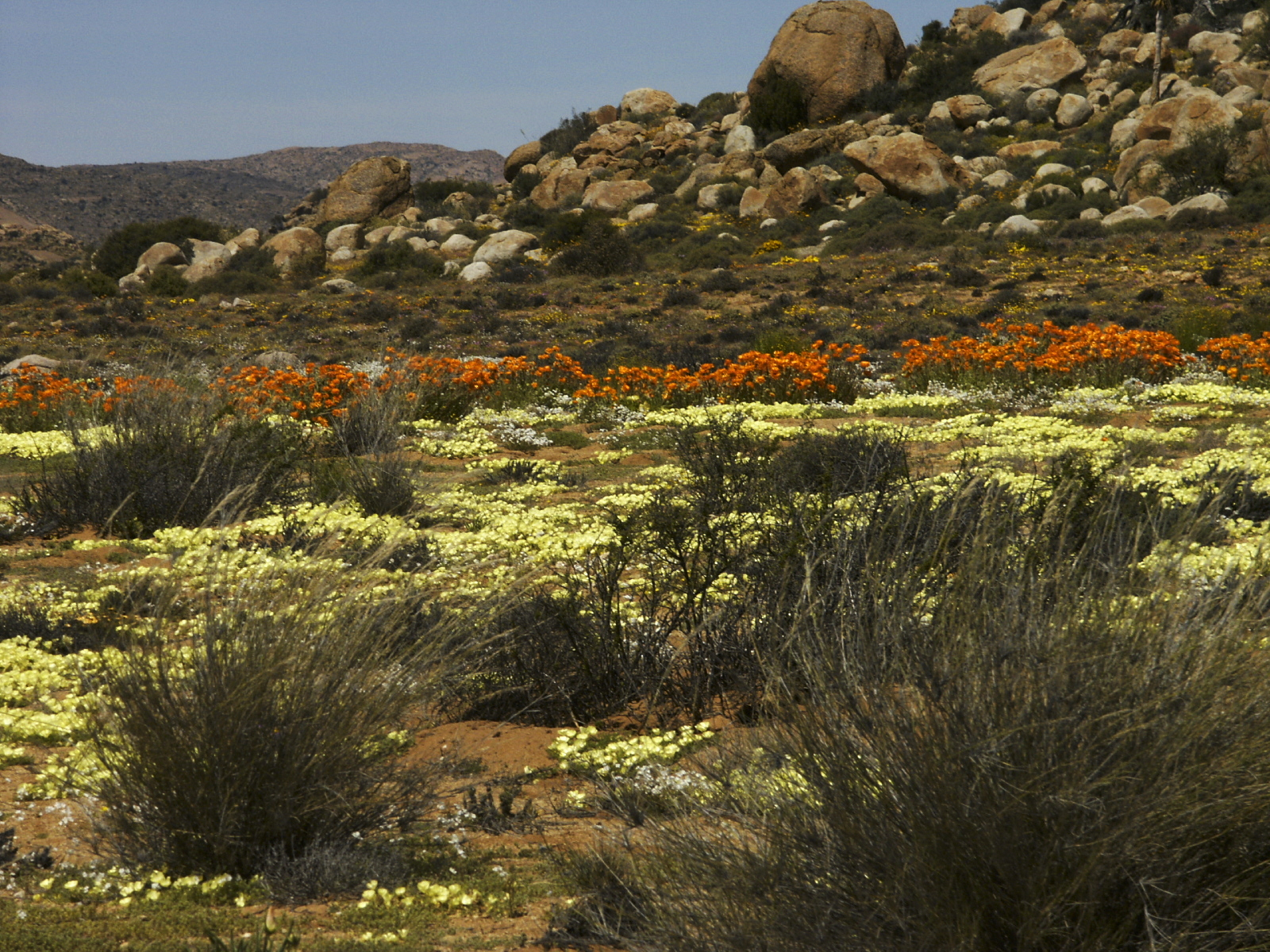
Wüstenblüte

Im Namaqualand liegen der Richtersveld-Nationalpark und die Welterbestätte Kulturlandschaft Richtersveld.

## Film
- Namaqualand. Der Blumengarten Afrikas. Dokumentarfilm, Österreich, 2005, 45:30 Min., Buch: Lynne und Philip Richardson, Martin Mészáros, Regie: Lynne und Philip Richardson, Musik: Kurt Adametz, Produktion: ORF, Africa Wildlife Films, BBC, WDR, NDR Naturfilm, Erstsendung: 31. Mai 2005 bei ORF, Reihe: Universum, Inhaltsangabe von 3sat, Filmbilder von Kurt Adametz.